# Il diabolico dottor Satana
Il diabolico dottor Satana (Gritos en la noche) è un film del 1962 diretto da Jesús Franco.
Il film è il primo horror girato dal regista spagnolo, in un bianco e nero dai violenti contrasti, ed è il più famoso del suo primo periodo, ancora improntato ai modelli classici.

## Trama
1912. Il dr. Orlof rapisce e conduce nel suo castello una serie di giovani donne, artiste di cabaret, per sottoporle ad un intervento chirurgico mai tentato in precedenza: trapiantare la loro pelle liscia e delicata sul volto della figlia Melissa, sfigurato durante un incendio nel laboratorio del padre. Lo aiuta Morpho, un giovane assassino al quale Orlof ha salvato la vita, ridotto alla cecità, muto e con il volto orribilmente segnato.
Da molto tempo Melissa vive sdraiata, quasi immobile, sulla soglia tra la vita e la morte. La assiste Arne, una donna che Orlof ha sottratto alla pena capitale inducendo in lei una finta morte, e che ora è costretta a vivere reclusa con lui e ad assistere impotente ai suoi esperimenti criminali.
Una dopo l'altra le donne sono rapite e muoiono sotto i ferri del chirurgo, senza che il trapianto abbia mai successo. L'ispettore Tanner, incaricato delle indagini, su consiglio della fidanzata Wanda fa pubblicare gli identikit di due sospettati, secondo i resoconti dei testimoni: l'uno col volto di Morpho, l'altro con quello di Orlof.
Un giorno, un vagabondo di nome Jeannot trova il collier di una delle vittime vicino al fiume che scorre presso il castello di Orlof e lo porta al commissariato. Nel frattempo Wanda, che ha già casualmente incrociato Orlof, incuriosita dal mistero, decide di condurre un'indagine personale: si reca al cabaret dove lavoravano le donne scomparse e lì è abbordata da Orlof, impressionato dalla sua bellezza, così simile a quella di Melissa. Prima di seguirlo al castello, Wanda riesce con il rossetto a scrivere un biglietto per Tanner e a farglielo consegnare da una donna. Ma l'ispettore, indaffarato e lontano dall'immaginare cosa stia accadendo, non lo apre.
Wanda trascorre la notte nel castello ricevendo la visita notturna di Morpho, anch'egli incantato dalla sua bellezza. Spaventata, la donna fugge attraverso il castello, scoprendo infine il segreto del dr. Orlof. Ma è il suo turno. Ancora una volta Arne cerca di opporsi, ricordando al chirurgo i suoi fallimenti. Spazientito Orlof la uccide e ne nasconde il corpo dietro una tenda. Quando però Morpho scopre il corpo di Arne, l'unica persona che l'aveva trattato con dolcezza, si avventa contro il padrone e lo strangola. La morte del padre scioglie Melissa dal filo che la teneva legata alla vita, consentendole finalmente di chiudere gli occhi.
Nel frattempo Tanner si è deciso ad aprire la busta e, con l'aiuto del vagabondo, si precipita al castello per salvare la fidanzata. Quando vi giunge, vede in alto, sugli spalti, una figura d'uomo che tiene fra le braccia una donna. È Morpho, che tenta di fuggire con Wanda. Ma un colpo di rivoltella lo fredda: l'infelice lascia la sua ultima preda e precipita dagli spalti. Wanda è salva e riprende la strada di casa in allegra compagnia, insieme al fidanzato e a Jeannot il vagabondo.

## Produzione
Il film, prodotto in Spagna con la partecipazione occulta del produttore francese Marius Lesoeur (Eurociné), fu distribuito anche in Italia, in versione tagliata, con il titolo Il diabolico dottor Satana e per la regia di un fantomatico Walter Alexander.
La versione francese, intitolata L'horrible dr. Orlof, presenta numerosi tagli rispetto al film originale e un unico inserto nel quale si vede il seno nudo di una donna operata dal dottor Orlof (in realtà la controfigura di Diana Lorys), aggiunto allo scopo di soddisfare le esigenze del mercato francese.
Questa stessa versione, doppiata in inglese, fu distribuita nel mercato anglosassone con il titolo The Awful Dr. Orlof.

### Regia
Per la prima volta con Gritos en la noche Jess Franco si cimenta nel cinema horror, genere al quale parte della sua fama è ancora oggi legata. Il personaggio protagonista, il Dottor Orlof (scritto anche Orloff), ispirato al film di Georges Franju Occhi senza volto (1959), verrà ripreso dal regista spagnolo in numerosi altri film.
Nella figura di questo chirurgo pazzo che seduce e attira nel suo castello alcune giovani donne nel tentativo di trapiantare la loro pelle sul volto sfigurato della figlia Melissa, sono racchiusi due temi cari a Franco: l'incertezza del confine tra scienza, esoterismo e sadismo e il rapporto morboso tra padre e figlia.
Il dramma si svolge sullo sfondo gotico del castello in cui il dottor Orlof vive con una donna che ha fatto fuggire dal carcere e che tiene reclusa, e una creatura mostruosa e cieca, Morpho, modificata dalle sue mani di chirurgo e soggetta al suo controllo, come una sorta di mostro di Frankenstein.
Gritos en la noche non è tuttavia un film angoscioso, come altre pellicole appartenenti al genere horror, poiché Franco sceglie di giocare sul contrasto tra l'universo sinistro, segreto e chiuso di Orlof e una rappresentazione della vita cittadina in chiave di commedia. Le stesse indagini portano alla ribalta una galleria caratteristica e stravagante, quando non farsesca, di testimoni, per essere infine risolte non certo grazie all'inetto ispettore Tanner, bensì ad un vagabondo sempre mezzo ubriaco e alla fidanzata dell'ispettore, che pur di scoprire la verità giunge a rischiare la vita lasciandosi attirare nel castello di Orlof.
Come sempre nel cinema di Franco, è dunque la donna a possedere la chiave della verità, e l'impiego della stessa attrice nella parte della figlia del chirurgo e in quella della fidanzata dell'ispettore aggiunge un tocco surrealista alla vicenda, suggerendone al tempo stesso un'interpretazione in chiave psicanalitica.

## Remake
Se il nome del dottor Orlof torna in innumerevoli film di Franco, i veri e propri remake del film del 1961 sono solo due: El siniestro Dr. Orloff (1982) e Les Prédateurs de la Nuit (1988).
La sceneggiatura di Gritos en la noche sarà tuttavia adattata da Franco per due film solo apparentemente di argomento diverso: Der Mann der sich Mabuse nannte (1971), sulla figura del dottor Mabuse creata da Fritz Lang e Erotico profondo, sul personaggio di Jack lo squartatore.
Inoltre, molte scene del primo film furono riutilizzate come flashback in Nevrose, la versione francese di El hundimiento de la casa Usher (1983).

## Edizioni in DVD
Il film è stato pubblicato in DVD negli Stati Uniti (Image Entertainment), in Francia, Gran Bretagna (Arrow Film) e Italia (Ermitage). Tutte queste edizioni sono tagliate, in quanto nessuna si basa sulla versione originale spagnola, pubblicata in VHS dalla Divisa Ediciones.
Il DVD italiano, in widescreen, si basa su un copia notevolmente rovinata della versione italiana (77') e presenta solo la traccia italiana, nella quale il protagonista è soprannominato dottor Satana. Tra gli extra è inclusa buona parte della voce Jesús Franco tratta da it.Wikipedia.